# Botella de vino

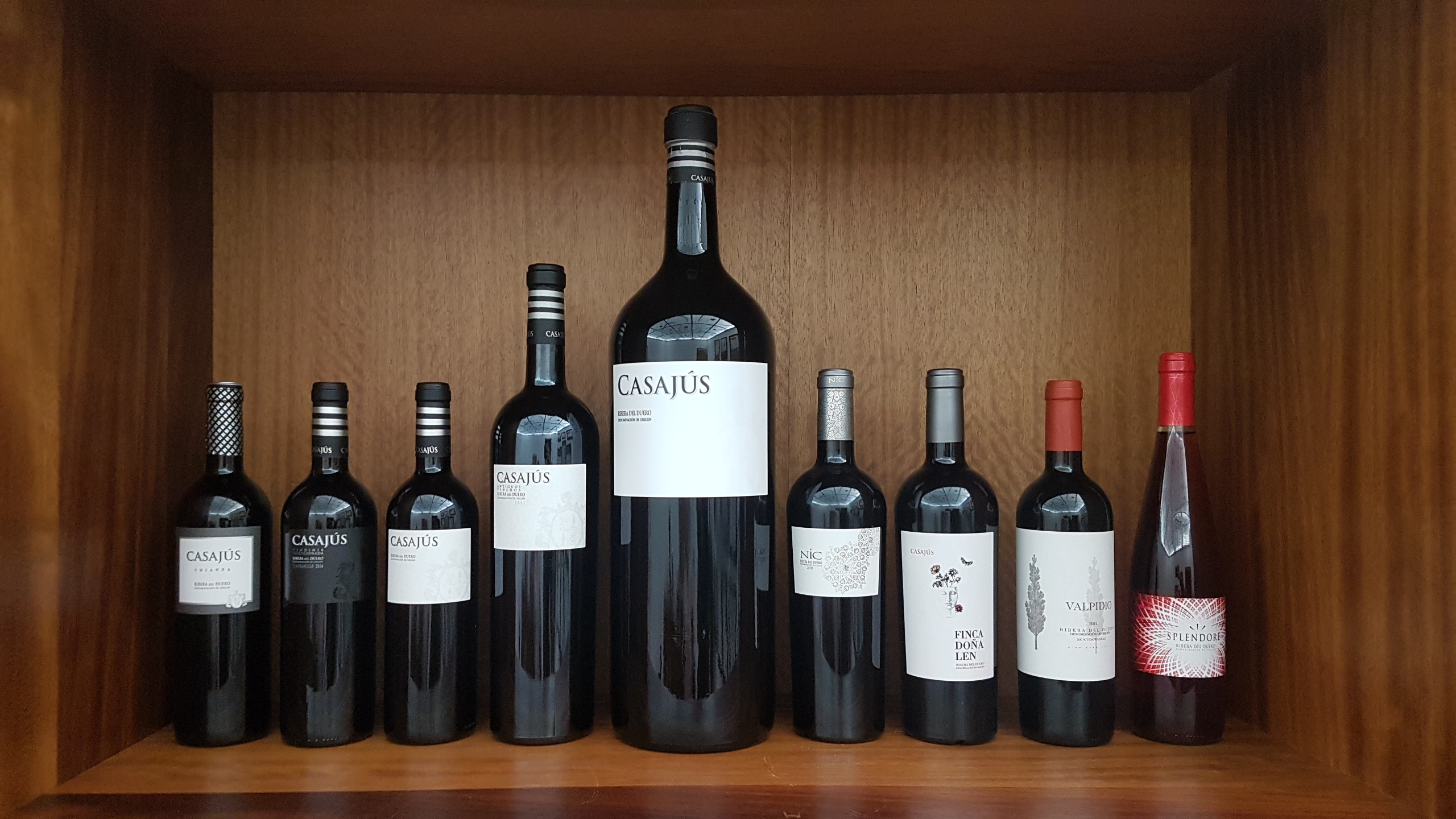
Diferentes tamaños de botellas de vino, de la bodega Casajús.

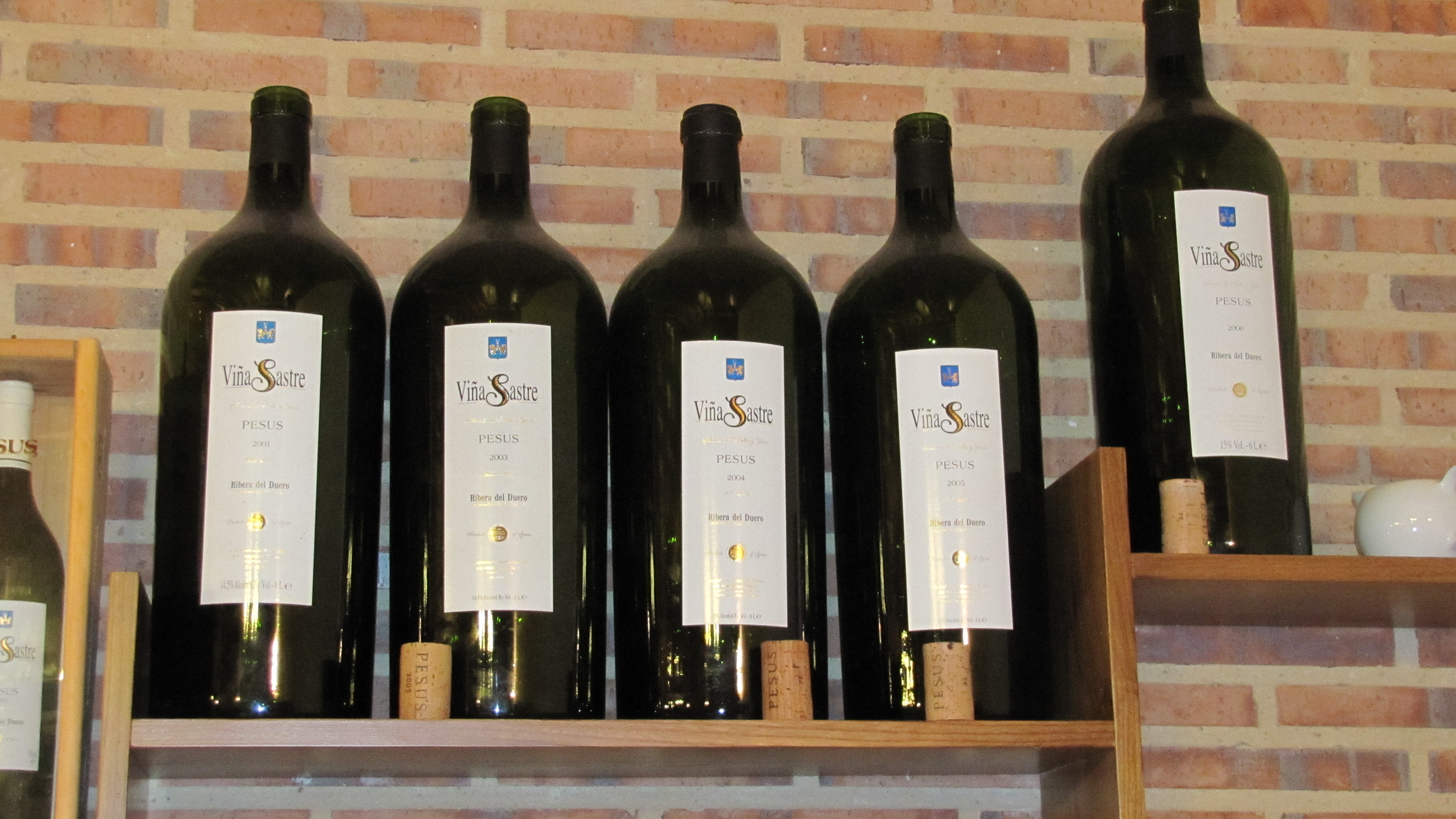
Botellas de vino, modelo "Imperial" de 6 litros, de la bodega Viña Sastre.

La botella de vino es un recipiente, generalmente de vidrio, concebido para contener vino, con el objetivo principal de facilitar su comercialización. Su diseño y características hacen que algunos vinos fermenten en la botella, mientras que otros son embotellados tras su fermentación en cubas. La botella estándar contiene un volumen de 750 ml, y se puede decir que es fruto de un desarrollo relativamente reciente.[cita requerida] Las botellas de vino se caracterizan por tener un cierre basado en tapones de corcho o tapones alternativos.

## Capacidades
| - Cuarto de botella (piccolo o Benjamín): desde 0,187 l hasta 0,2 l - Mitad de botella (demiboite): 0,375 l - Botella Standard 0,75 l - Magnum: 1,5 l - Jeroboam: 3 l - Rehoboam: 4,5 l - Methuselah: 6 l - Salmanazar: 9 l - Balthazar: 12 l - Nebuchadnezzar: 15 l - Melchior (también denominado Solomon): 18 l - Sovereign: 25 l - Primat: 27 l - Melchizedek: 30 l - Chusinki: 150 l - Trolazoheru: 300 l | - Split: 0,187 l - Mitad de Botella: 0,375 l - Standard: 0,75 lǂ - Magnum: 1,5 l - Double Magnum: 3 l - Jeroboam: 4,5 l§ - Rehoboam: 4,5 l - Box: 5 l - Imperial: 6 l - Salmanazar: 9 l - Balthazar: 12 l - Nebuchadnezzar: 15 l |

ǂAlgunas veces referido como "quinta", corresponde a un valor ya en desuso en Estados Unidos para los 0,2 galones o 0,757 l.
§El tamaño en este caso es diferente del de la botella de champagne Jeroboams. Existen algunas variantes de 5 l.

## Colores

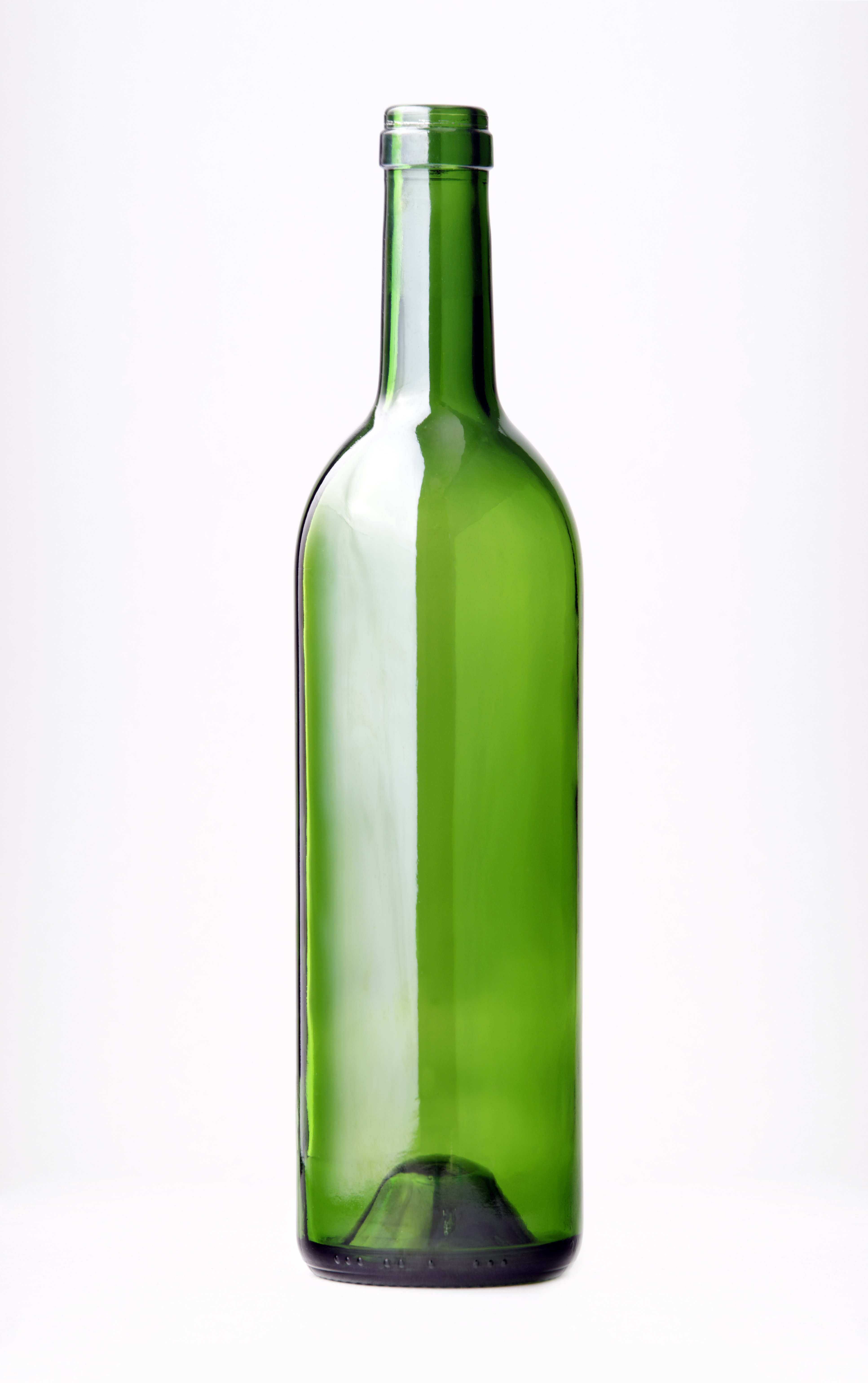
Botella de vidrio verde.

El color de las botellas de vino puede variar, desde un translúcido perfecto a tonos de verde y amarillo o negro. La razón inicial de colorear el vidrio era seguramente proteger al vino frente a la luz, pero hoy en día, la elección del color del vidrio está vinculada a objetivos mercantiles. El color del vidrio de la botella se elige pues para resaltar el color, los matices y los reflejos de los vinos. 
Los colores empleados tradicionalmente para las botellas: 
- Burdeos: suelen embotellarse en cristales de verde oscuro para los vinos tintos, verde claro para los vinos blancos secos, y transparentes para los vinos dulces.
- Los vinos de Borgoña y del Ródano: verde oscuro.
- Mosela y Alsacia: verde claro o medio verde, a veces se encuentra color ámbar.
- Vinos del Rin: colores ámbar, aunque algunos productores emplean tradicionalmente el verde.

Las botellas con cristales claros se han elegido recientemente para los vinos blancos en muchos de los países productores de vino, como es en: Grecia, Canadá y Nueva Zelanda. La mayoría de los productores de vino tinto siguen empleando cristales verdes.

## Formas

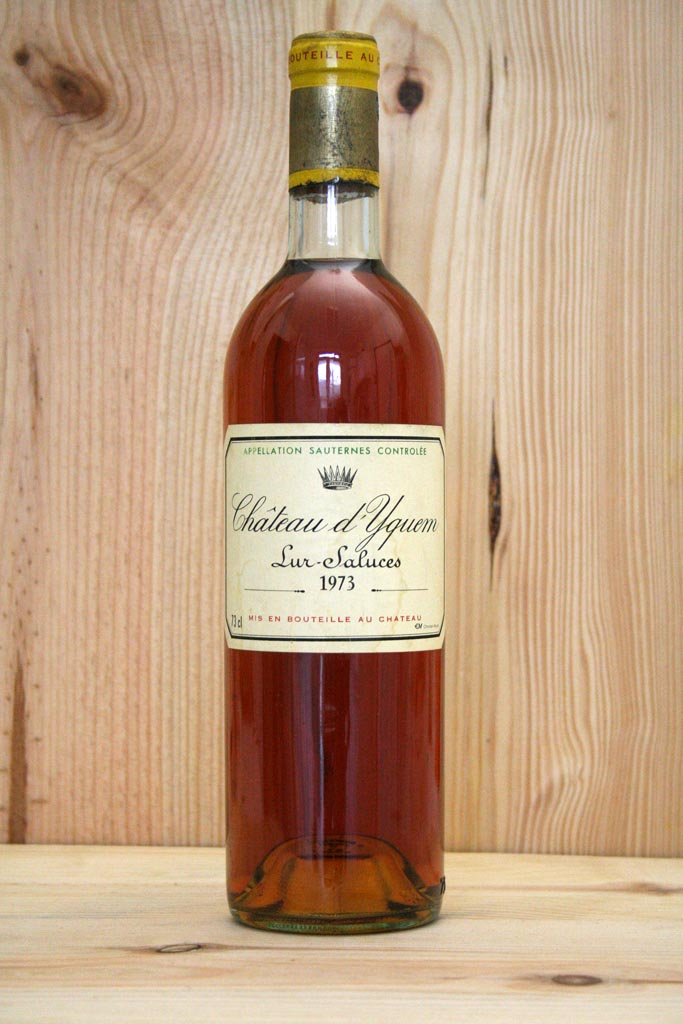
Botella de diseño clásico.

Las formas de las botellas de vino han ido evolucionando a medida que el packaging ha tomado relevancia en la comercialización de productos de consumo.
Dos son las formas que más utilización han tenido dentro de la industria vinícola, tomando el nombre, según el de los vinos que contienen, botella bordelesa o botella borgoñona.
También hay que hacer referencia a otros modelos, que con menor difusión, han sido utilizados para embotellar vinos de distintas denominaciones, como es el caso del Oporto (Portugal), los Campagne (Francia) y los Cavas (España). 
Hoy día podemos hablar de botellas troncocónicas, flautas, de hombros rectos, etc.; algunas de ellas son variantes estilizadas de modelos antiguos, otras aprovechan el desarrollo de la industria vidriera para incorporar nuevas formas, estas últimas incluso no se plantean la necesidad de utilizar como base del diseño superficies de revolución dado que la fabricación en moldes lo permite.